# Politiek in Zuid-Holland

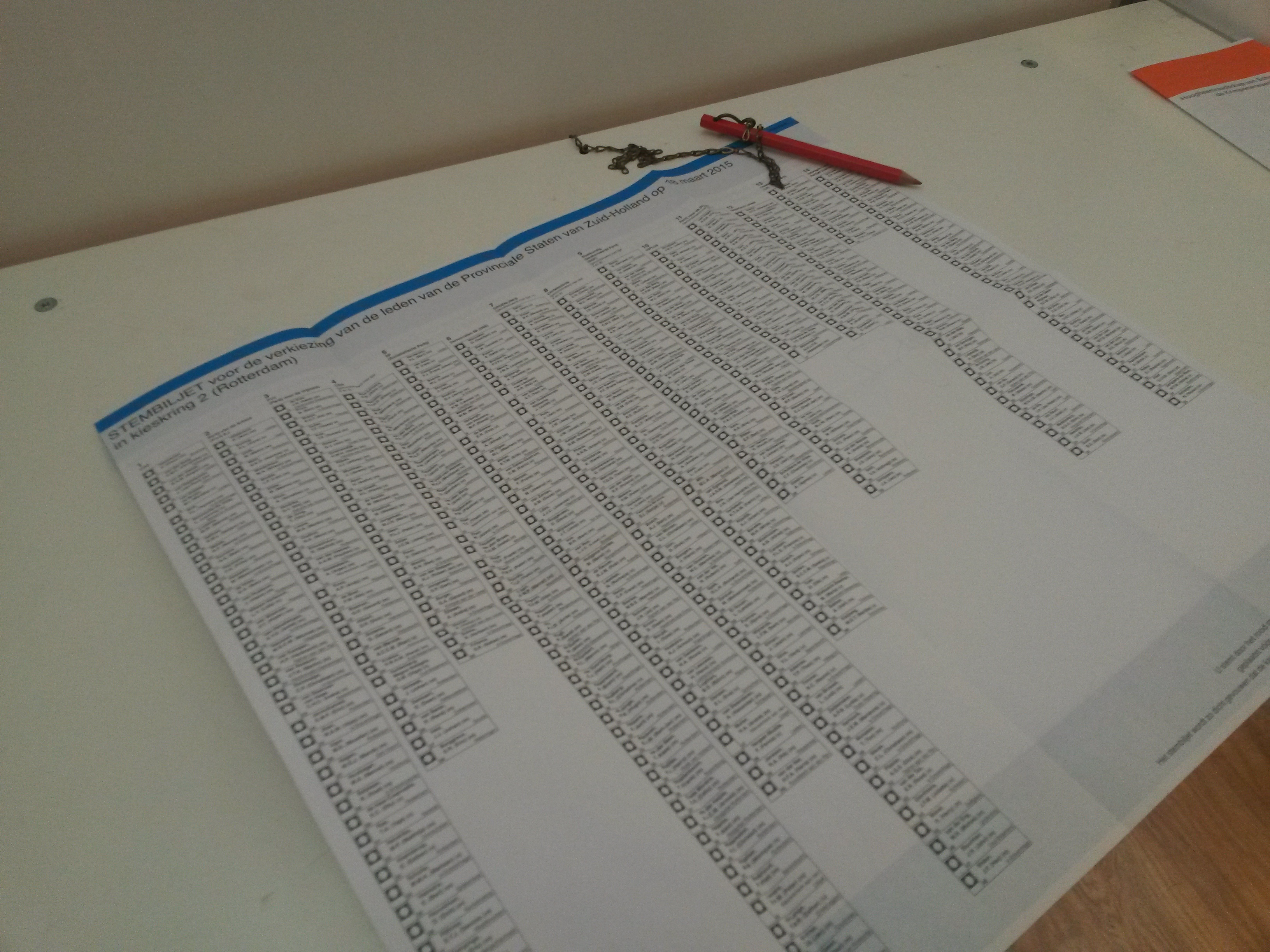
Stembiljet verkiezingen PS 2015

De provincie Zuid-Holland wordt bestuurd vanuit het provinciehuis in de hoofdstad Den Haag.

## Provinciale Staten
| Uitslagen van de verkiezingen voor Provinciale Staten vanaf 2007 | Uitslagen van de verkiezingen voor Provinciale Staten vanaf 2007 | Uitslagen van de verkiezingen voor Provinciale Staten vanaf 2007 | Uitslagen van de verkiezingen voor Provinciale Staten vanaf 2007 | Uitslagen van de verkiezingen voor Provinciale Staten vanaf 2007 | Uitslagen van de verkiezingen voor Provinciale Staten vanaf 2007 | Uitslagen van de verkiezingen voor Provinciale Staten vanaf 2007 | Uitslagen van de verkiezingen voor Provinciale Staten vanaf 2007 | Uitslagen van de verkiezingen voor Provinciale Staten vanaf 2007 | Uitslagen van de verkiezingen voor Provinciale Staten vanaf 2007 | Uitslagen van de verkiezingen voor Provinciale Staten vanaf 2007 | Uitslagen van de verkiezingen voor Provinciale Staten vanaf 2007 | Uitslagen van de verkiezingen voor Provinciale Staten vanaf 2007 |
| Partij                                                           | Partij                                                           | 2007                                                             | 2007                                                             | 2011                                                             | 2011                                                             | 2015                                                             | 2015                                                             | 2019                                                             | 2019                                                             | 2023                                                             | 2023                                                             |                                                                  |
| Partij                                                           | Partij                                                           | %                                                                | #                                                                | %                                                                | #                                                                | %                                                                | #                                                                | %                                                                | #                                                                | %                                                                | #                                                                |                                                                  |
| ---------------------------------------------------------------- | ---------------------------------------------------------------- | ---------------------------------------------------------------- | ---------------------------------------------------------------- | ---------------------------------------------------------------- | ---------------------------------------------------------------- | ---------------------------------------------------------------- | ---------------------------------------------------------------- | ---------------------------------------------------------------- | ---------------------------------------------------------------- | ---------------------------------------------------------------- | ---------------------------------------------------------------- | ---------------------------------------------------------------- |
|                                                                  | BoerBurgerBeweging                                               | -                                                                | -                                                                | -                                                                | -                                                                | -                                                                | -                                                                | -                                                                | -                                                                | 13,67                                                            | 8                                                                |                                                                  |
|                                                                  | Volkspartij voor Vrijheid en Democratie                          | 20,29                                                            | 12                                                               | 20,73                                                            | 12                                                               | 17,62                                                            | 10                                                               | 15,66                                                            | 10                                                               | 13,14                                                            | 8                                                                |                                                                  |
|                                                                  | GroenLinks                                                       | 5,89                                                             | 3                                                                | 5,46                                                             | 3                                                                | 4,75                                                             | 3                                                                | 9,06                                                             | 5                                                                | 9,81                                                             | 6                                                                |                                                                  |
|                                                                  | Democraten 66                                                    | 2,59                                                             | 1                                                                | 8,83                                                             | 5                                                                | 12,87                                                            | 7                                                                | 8,53                                                             | 5                                                                | 7,53                                                             | 4                                                                |                                                                  |
|                                                                  | Partij van de Arbeid                                             | 17,02                                                            | 10                                                               | 16,45                                                            | 10                                                               | 9,97                                                             | 5                                                                | 7,82                                                             | 4                                                                | 6,98                                                             | 4                                                                |                                                                  |
|                                                                  | Partij voor de Vrijheid                                          | -                                                                | -                                                                | 14,51                                                            | 8                                                                | 14,28                                                            | 8                                                                | 7,00                                                             | 4                                                                | 6,39                                                             | 4                                                                |                                                                  |
|                                                                  | Christen-Democratisch Appèl                                      | 21,51                                                            | 13                                                               | 11,35                                                            | 6                                                                | 12,15                                                            | 7                                                                | 7,74                                                             | 4                                                                | 6,22                                                             | 4                                                                |                                                                  |
|                                                                  | JA21                                                             | -                                                                | -                                                                | -                                                                | -                                                                | -                                                                | -                                                                | -                                                                | -                                                                | 6,12                                                             | 4                                                                |                                                                  |
|                                                                  | Partij voor de Dieren                                            | 3,09                                                             | 1                                                                | 2,28                                                             | 1                                                                | 4,08                                                             | 2                                                                | 4,37                                                             | 2                                                                | 4,88                                                             | 3                                                                |                                                                  |
|                                                                  | Staatkundig Gereformeerde Partij                                 | 4,33                                                             | 2                                                                | 3,83                                                             | 2                                                                | 4,96                                                             | 3                                                                | 3,90                                                             | 2                                                                | 4,13                                                             | 2                                                                |                                                                  |
|                                                                  | ChristenUnie                                                     | 6,92                                                             | 4                                                                | 3,92                                                             | 2                                                                | 4,80                                                             | 3                                                                | 5,57                                                             | 3                                                                | 4,12                                                             | 2                                                                |                                                                  |
|                                                                  | Forum voor Democratie                                            | -                                                                | -                                                                | -                                                                | -                                                                | -                                                                | -                                                                | 17,43                                                            | 11                                                               | 3,57                                                             | 2                                                                |                                                                  |
|                                                                  | Socialistische Partij                                            | 13,54                                                            | 8                                                                | 9,37                                                             | 5                                                                | 9,36                                                             | 5                                                                | 4,12                                                             | 2                                                                | 3,40                                                             | 2                                                                |                                                                  |
|                                                                  | 50PLUS                                                           | -                                                                | -                                                                | 2,49                                                             | 1                                                                | 3,73                                                             | 2                                                                | 4,45                                                             | 2                                                                | 3,04                                                             | 1                                                                |                                                                  |
|                                                                  | Volt                                                             | -                                                                | -                                                                | -                                                                | -                                                                | -                                                                | -                                                                | -                                                                | -                                                                | 2,87                                                             | 1                                                                |                                                                  |
|                                                                  | DENK                                                             | -                                                                | -                                                                | -                                                                | -                                                                | -                                                                | -                                                                | 2,73                                                             | 1                                                                | 1,48                                                             | 0                                                                |                                                                  |
|                                                                  | Leefbaar Zuid-Holland                                            | 2,99                                                             | 1                                                                | -                                                                | -                                                                | -                                                                | -                                                                | -                                                                | -                                                                | -                                                                | -                                                                |                                                                  |
|                                                                  | overige partijen                                                 | 1,83                                                             | -                                                                | 0,78                                                             | -                                                                | 1,43                                                             | -                                                                | 1,63                                                             | -                                                                | 2,65                                                             | -                                                                |                                                                  |
| totaal                                                           | totaal                                                           | 100                                                              | 55                                                               | 100                                                              | 55                                                               | 100                                                              | 55                                                               | 100                                                              | 55                                                               | 100                                                              | 55                                                               |                                                                  |
| opkomstpercentage                                                | opkomstpercentage                                                | 44,04                                                            |                                                                  | 53,96                                                            |                                                                  | 45,76                                                            |                                                                  | 54,49                                                            |                                                                  | 54,52                                                            |                                                                  |                                                                  |

## Gedeputeerde Staten
Wouter Kolff (VVD) is sinds 1 september 2024 commissaris van de Koning.
Provinciesecretaris is Marcel van Bijnen.

### 2007-2011
Het college van Gedeputeerde Staten berustte op een coalitie van VVD, CDA, PvdA en ChristenUnie en bestond uit de volgende gedeputeerden:
- Lenie Dwarshuis (VVD)
- Martin van Engelshoven-Huls (PvdA)
- Joop Evertse (ChristenUnie)
- Erik van Heijningen (VVD)
- Govert Veldhuijzen (CDA)
- Tonny van de Vondervoort (PvdA)

### 2011-2015
Het college van Gedeputeerde Staten berustte op een coalitie van VVD, CDA, SP en D66 en bestond uit de volgende gedeputeerden:
- Ingrid de Bondt (VVD)
- Rik Janssen (SP)
- Rogier van der Sande (VVD)
- Govert Veldhuijzen (CDA)
- Han Weber (D66)

### 2015-2019
Het college van Gedeputeerde Staten berustte op een coalitie van VVD, D66, CDA en SP en bestond uit de volgende gedeputeerden:
- Jeannette Baljeu (opvolger van Rogier van der Sande) (VVD)
- Adri Bom-Lemstra (CDA)
- Rik Janssen (SP)[5]
- Floor Vermeulen (VVD)
- Han Weber (D66)[6]

### 2019-2023
Het college van Gedeputeerde Staten berust op een coalitie van VVD, ChristenUnie-SGP*, GroenLinks, PvdA en CDA en bestaat uit de volgende gedeputeerden:
- Jeannette Baljeu (VVD)
- Adri Bom-Lemstra (CDA) (tot 7 april 2021)[8]
- Meindert Stolk (CDA) (vanaf 7 april 2021)[8]
- Anne Koning (PvdA)
- Berend Potjer (GroenLinks)
- Floor Vermeulen (VVD) (tot 16 juni 2021)[9]
- Frederik Zevenbergen (VVD) (vanaf 16 juni 2021)[9]
- Willy de Zoete (ChristenUnie-SGP)

* De twee partijen ChristenUnie en SGP vormen sinds 2019 een gezamenlijke fractie in de provincie.

### 2023-2027
Het college van Gedeputeerde Staten berust op een coalitie van VVD, BoerBurgerBeweging, GroenLinks, PvdA en CDA en bestaat uit de volgende gedeputeerden:
- Jeannette Baljeu (VVD)
- Mariëtte van Leeuwen (BBB)
- Berend Potjer (GroenLinks)
- Anne Koning (PvdA)
- Meindert Stolk (CDA)
- Frank Rijkaart (BBB)
- Frederik Zevenbergen (VVD)

## Landelijke en Europese verkiezingen in de provincie Zuid-Holland
| Uitslagen van de verkiezingen vanaf 2006 (in percentages) | Uitslagen van de verkiezingen vanaf 2006 (in percentages) | Uitslagen van de verkiezingen vanaf 2006 (in percentages) | Uitslagen van de verkiezingen vanaf 2006 (in percentages) | Uitslagen van de verkiezingen vanaf 2006 (in percentages) | Uitslagen van de verkiezingen vanaf 2006 (in percentages) | Uitslagen van de verkiezingen vanaf 2006 (in percentages) | Uitslagen van de verkiezingen vanaf 2006 (in percentages) | Uitslagen van de verkiezingen vanaf 2006 (in percentages) | Uitslagen van de verkiezingen vanaf 2006 (in percentages) | Uitslagen van de verkiezingen vanaf 2006 (in percentages) |
| Partij                                                    | TK2006                                                    | EP2009                                                    | TK2010                                                    | TK2012                                                    | EP2014                                                    | TK2017                                                    | EP2019                                                    | TK2021                                                    | TK2023                                                    | EP2024                                                    |
| --------------------------------------------------------- | --------------------------------------------------------- | --------------------------------------------------------- | --------------------------------------------------------- | --------------------------------------------------------- | --------------------------------------------------------- | --------------------------------------------------------- | --------------------------------------------------------- | --------------------------------------------------------- | --------------------------------------------------------- | --------------------------------------------------------- |
| PvdA                                                      | 20,47                                                     | 11,19                                                     | 18,61                                                     | 23,46                                                     | 8,55                                                      | 5,50                                                      | 15,99                                                     | 5,06                                                      | 15,20                                                     | 20,11                                                     |
| GL                                                        | 4,29                                                      | 7,69                                                      | 6,38                                                      | 2,21                                                      | 6,05                                                      | 8,66                                                      | 10,20                                                     | 5,15                                                      | 15,20                                                     | 20,11                                                     |
| PVV                                                       | 7,20                                                      | 19,81                                                     | 16,87                                                     | 11,58                                                     | 15,87                                                     | 14,55                                                     | 3,79                                                      | 10,85                                                     | 23,86                                                     | 18,04                                                     |
| VVD                                                       | 16,15                                                     | 11,89                                                     | 22,45                                                     | 28,28                                                     | 12,61                                                     | 22,05                                                     | 16,05                                                     | 22,23                                                     | 16,08                                                     | 12,49                                                     |
| D66                                                       | 2,33                                                      | 11,92                                                     | 7,45                                                      | 8,18                                                      | 16,20                                                     | 12,12                                                     | 7,64                                                      | 14,86                                                     | 6,52                                                      | 9,01                                                      |
| CDA                                                       | 24,13                                                     | 16,28                                                     | 11,19                                                     | 6,97                                                      | 12,43                                                     | 10,17                                                     | 9,94                                                      | 7,51                                                      | 3,26                                                      | 8,40                                                      |
| Volt                                                      | -                                                         | -                                                         | -                                                         | -                                                         | -                                                         | -                                                         | 1,96                                                      | 2,50                                                      | 1,89                                                      | 5,31                                                      |
| SGP                                                       | 2,51                                                      | [ 12 ]                                                    | 2,74                                                      | 3,21                                                      | [ 12 ]                                                    | 3,07                                                      | [ 12 ]                                                    | 2,90                                                      | 2,93                                                      | 5,12                                                      |
| PvdD                                                      | 2,15                                                      | 3,87                                                      | 1,49                                                      | 2,23                                                      | 4,48                                                      | 3,30                                                      | 4,10                                                      | 3,88                                                      | 2,39                                                      | 4,69                                                      |
| NSC                                                       | -                                                         | -                                                         | -                                                         | -                                                         | -                                                         | -                                                         | -                                                         | -                                                         | 10,92                                                     | 3,30                                                      |
| CU                                                        | 4,36                                                      | 9,05                                                      | 3,61                                                      | 3,47                                                      | 9,91                                                      | 3,72                                                      | 8,48                                                      | 3,78                                                      | 2,37                                                      | 3,12                                                      |
| BBB                                                       | -                                                         | -                                                         | -                                                         | -                                                         | -                                                         | -                                                         | -                                                         | 0,33                                                      | 2,60                                                      | 3,04                                                      |
| FVD                                                       | -                                                         | -                                                         | -                                                         | -                                                         | -                                                         | 2,08                                                      | 12,68                                                     | 5,02                                                      | 2,41                                                      | 2,60                                                      |
| SP                                                        | 14,33                                                     | 6,24                                                      | 8,18                                                      | 7,48                                                      | 8,21                                                      | 6,71                                                      | 2,84                                                      | 4,93                                                      | 2,72                                                      | 1,97                                                      |
| JA21                                                      | -                                                         | -                                                         | -                                                         | -                                                         | -                                                         | -                                                         | -                                                         | 3,13                                                      | 0,82                                                      | 0,87                                                      |
| 50Plus                                                    | -                                                         | -                                                         | -                                                         | 1,98                                                      | 3,10                                                      | 3,11                                                      | 4,04                                                      | 1,03                                                      | 0,49                                                      | 0,83                                                      |
| DENK                                                      | -                                                         | -                                                         | -                                                         | -                                                         | -                                                         | 3,28                                                      | 1,75                                                      | 3,36                                                      | 4,04                                                      | -                                                         |
| BIJ1                                                      | -                                                         | -                                                         | -                                                         | -                                                         | -                                                         | -                                                         | -                                                         | 1,03                                                      | 0,57                                                      | -                                                         |
| overig                                                    | 2,08                                                      | 2,06                                                      | 1,03                                                      | 0,95                                                      | 2,59                                                      | 1,68                                                      | 0,54                                                      | 2,44                                                      | 0,96                                                      | 1,11                                                      |
| opkomst                                                   | 79,15                                                     | 37,26                                                     | 74,10                                                     | 73,20                                                     | 37,53                                                     | 80,15                                                     | 41,87                                                     | 76,67                                                     | 74,53                                                     | 44,36                                                     |